# Rudans gård

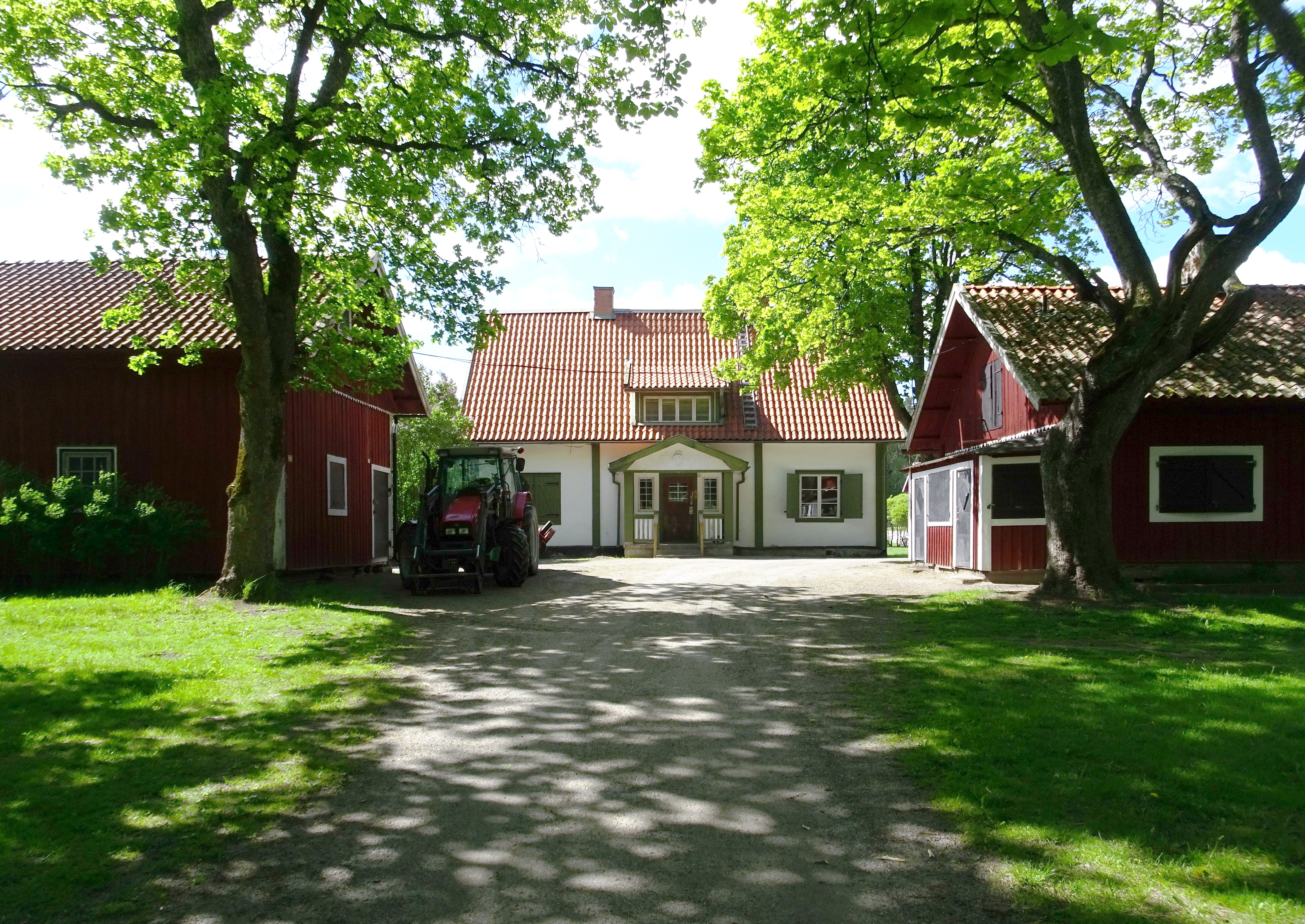
Huvudbyggnad med flyglar i juni 2021.

Rudans gård är ett tidigare 1600-talstorp vid Rudanvägen 55 i kommundelen Handen i Haninge kommun, Stockholms län. Gården och dess närmaste omgivning ligger mellan Övre och Nedre Rudasjön och räknas till en av kommunens värdefulla kulturmiljöer. Gården är centrum för Rudans friluftsområde och Rudans naturreservat samt ligger inom riksintresseområde för friluftslivet Ågesta–Lida–Riksten.

## Historia

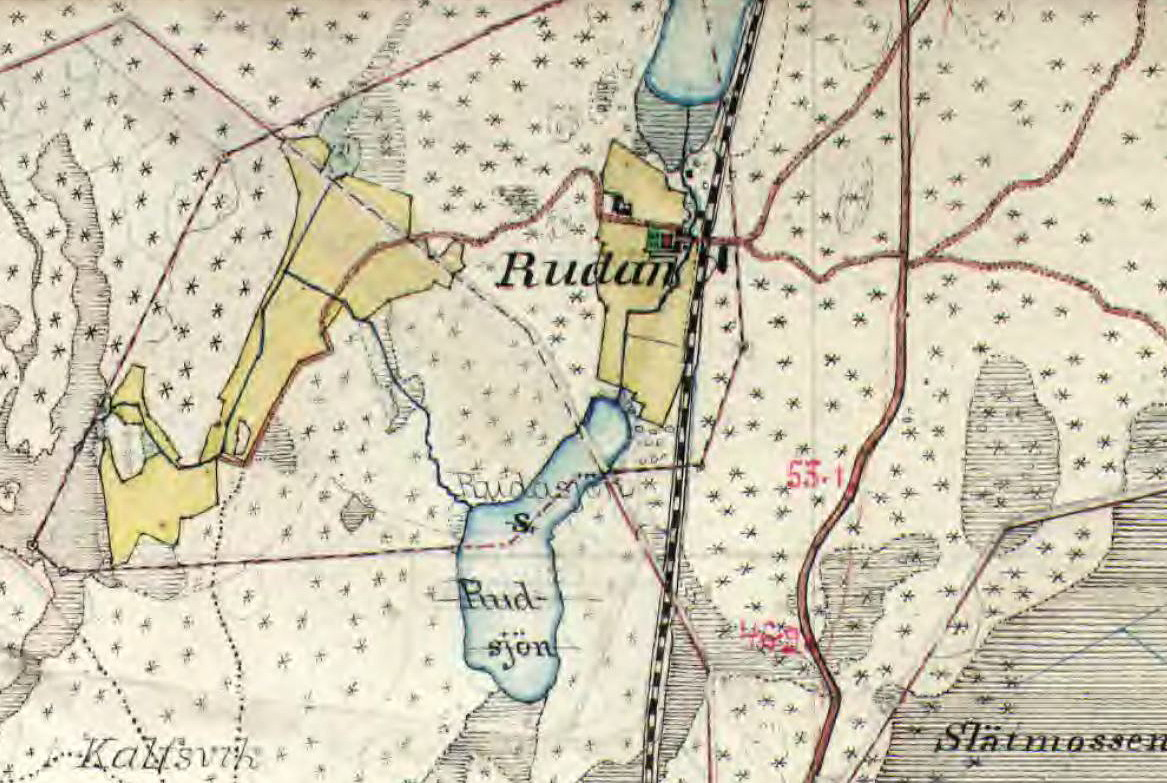
Rudans gård 1901.

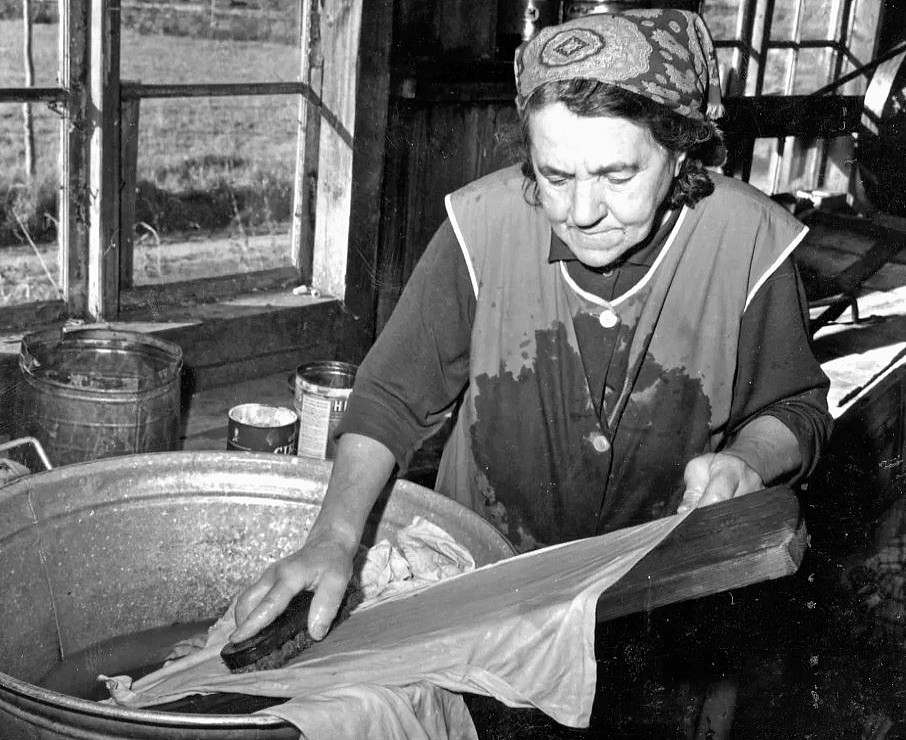
I gårdens tvättstuga, 1950-tal.

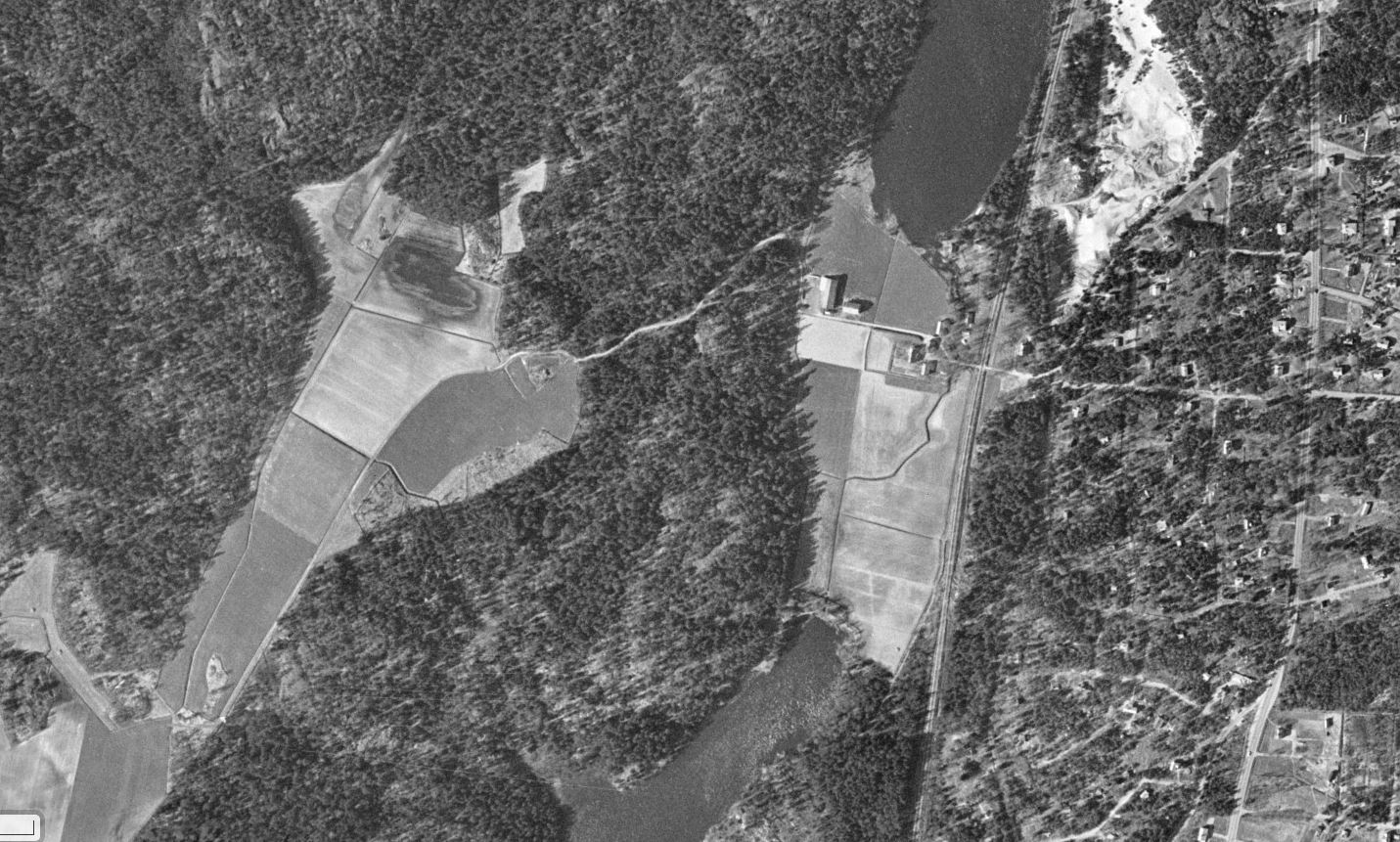
Rudans gård 1960, till vänster syns skogsgläntan efter Västra Ruda.

Rudans gård var ursprungligen ett torp under Söderby säteri. Namnet Ruda lär härstamma av ett äldre ord för ’röja’, men enligt en annan teori kommer namnet av att det förr fanns gott om ruda i de två sjöarna.
Första torpet anlades troligen i början av 1600-talet och benämndes "Östra Ruda" eftersom ytterligare ett torp "Västra Ruda" fanns på skogsängarna i väster. Det senare var under en tid statarboställe under Östra Ruda och försvann på 1890-talet. Idag återstår fortfarande öppen mark i skogen som delvis fortfarande brukas även om merparten används för rekreation.
På 1700-talet beboddes Rudans östra gård av herrskapsfolk från Söderby säteri. Vid den tiden ersattes det tidigare enkla torpet av en mer ståndsmässig manbyggnad. Huset utfördes i knuttimmer som reveterats i vit puts och fick då sitt nuvarande utseende. Huvudbebyggelsen bestod av manbyggnaden som flankerades av två flyglar vilka fungerade som ekonomibyggnader. 
Väster om gården finns en torklada och en tvättstuga samt rester efter en trädgård. Torkladan nyttjas idag som raststuga och i en av gårdens ekonomibyggnader har Kulturföreningen Ormen sin teaterlada. Öster om huvudbebyggelsen ligger gårdens jordkällare och en stenvalvsbro med en kort vägstump som gick mellan landsvägen via Östra Ruda till Västra Ruda. Vägen och bron är kommunens äldsta bevarade i sitt slag.
Efter 1700-talet blev gården ett frälsehemman tills den friköptes 1877 av Anders Gabrielsson med familj. I januari 1801 brann huvudbyggnaden som fick omfattande skador. Troligen brann den ner till grunden men återuppbyggdes. Händelseförloppet finns beskrivet i ett urtima ting den 9 februari 1801. 
Kring sekelskiftet 1900 drogs Nynäsbanan förbi strax öster om gården och skar av den från sina områden i öster. Under 1900-talet drevs Rudans gård som ett småbruk med tvätteriverksamhet. I husförhörslängderna anges tvätterska och tvättare som yrken vid gården. Ruda gård var ett för Haninge typiskt blandbruk där alla inkomstkällor tillvaratogs, och just tvättning var en mycket vanligt förekommande binäring.
Jordbruket var i drift in på 1960-talet. I slutet på 1960-talet kom gården, liksom Ruda-sjöarna och skogen, i dåvarande Österhaninge landskommuns ägo. Den så kallade Sjöhagens dyiga strandremsa mot Övre Rudan täcktes med sand och förvandlades därmed till den allmänna och populära badstrand som den utgör idag.

## Friluftsområdet

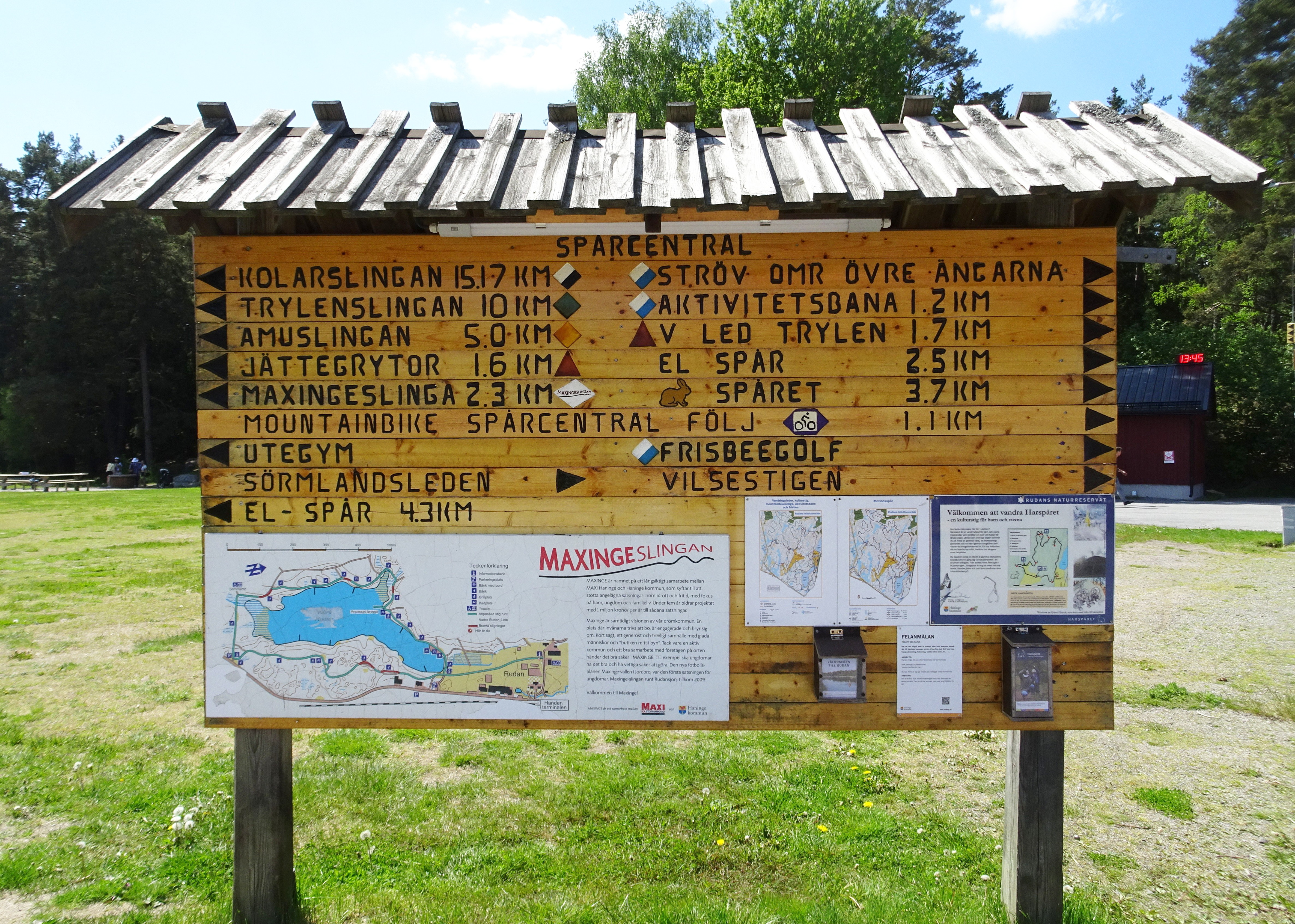
Rudans spårtavla.

Rudans gård är numera en central byggnad inom Rudans friluftsområde och jämte övriga byggnader utgör den en viktig hållpunkt utmed Sörmlandsleden. Leden går vidare in i Hanveden som erbjuder allt från branta berg och gammelskog, till våtmarker med träsk och blanka småsjöar. Vintertid finns utmärkta skidspår anlagda i varierande sträckor i skogsområdet och när isen är säker, finns plogade banor för skridskoåkning på Övre Rudasjön. 
I Rudans friluftsområde finns en rad olika spår och leder: 
- Motionsspår (2,3 km, 5 km, 10 km, 15 km och 17 km)
- Elljusspår (2,2 km)
- Mountainbikeslinga (4,4 km, 5,5 km, 8,8 km och 15 km)
- Vandringsleder (1,6 km och 1,7 km)
- Kulturstig "Harspåret" (3,7 km)
- Maxingeslingan (1,7 km och 2,3 km)

Söder om gårdsbebyggelsen har kommunens Miljöverkstaden sina lokaler. Här hålls aktiviteter, övningar och workshops där deltagarna får exempel på hur man kan leva mer hållbart, ofta i samarbete med kommunekologen och andra organisationer.

## Naturreservat
Den så kallade "Rudaskogen" på 263 hektar utgör sedan den 11 september 2010 det kommunala Rudans naturreservat. Reservatet omfattar ett skogsområde och Nedre Rudasjön samt en mindre del av Övre Rudasjön. Rudans gård med öppna gräsytor ligger i reservatets östra del. Reservatet består av gammal barrskog främst hällmarkstallskog med inslag av lövskogspartier och sumpskog.

## Bilder

Gårdens byggnader
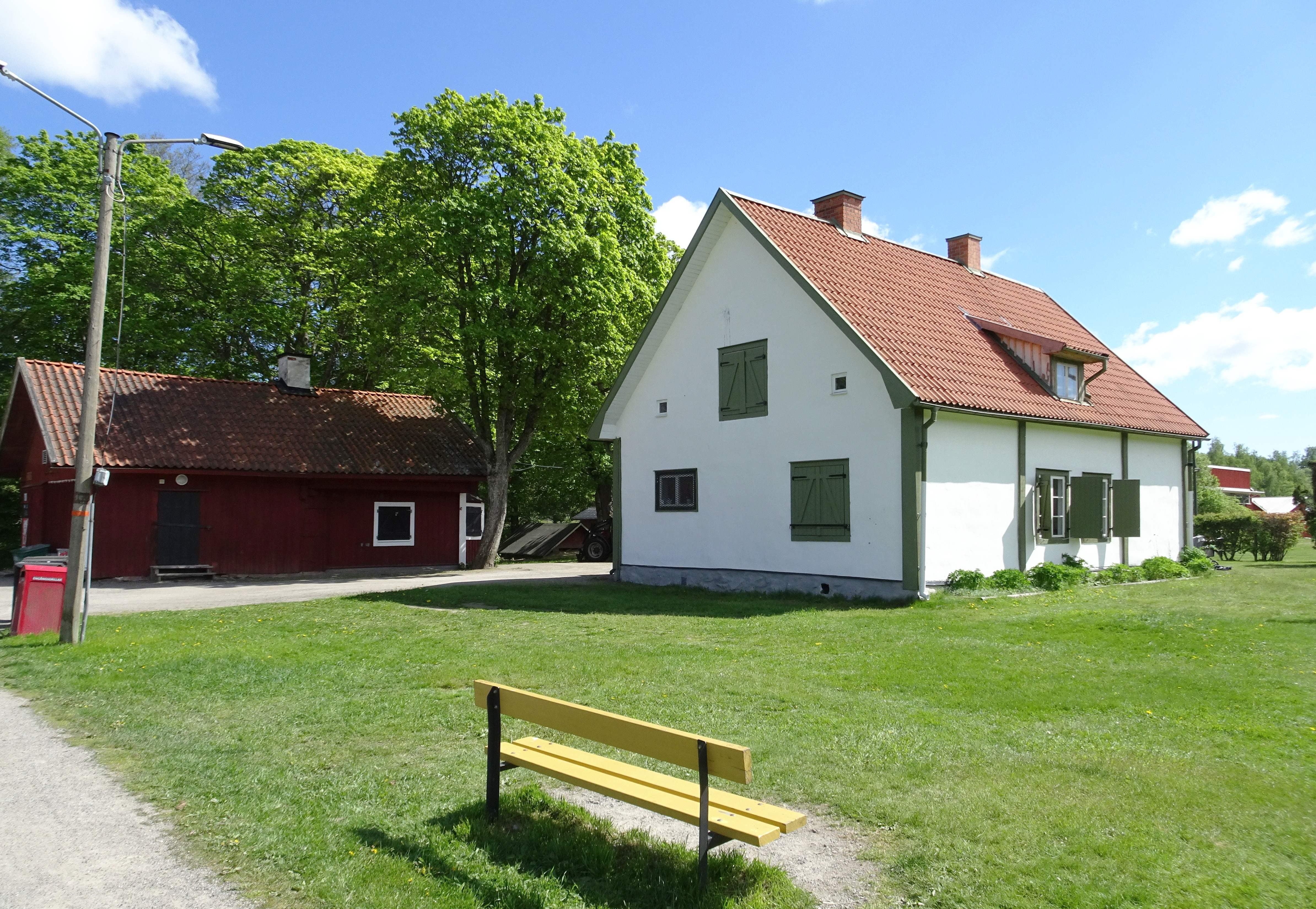
Huvudbyggnad och norra flygeln.
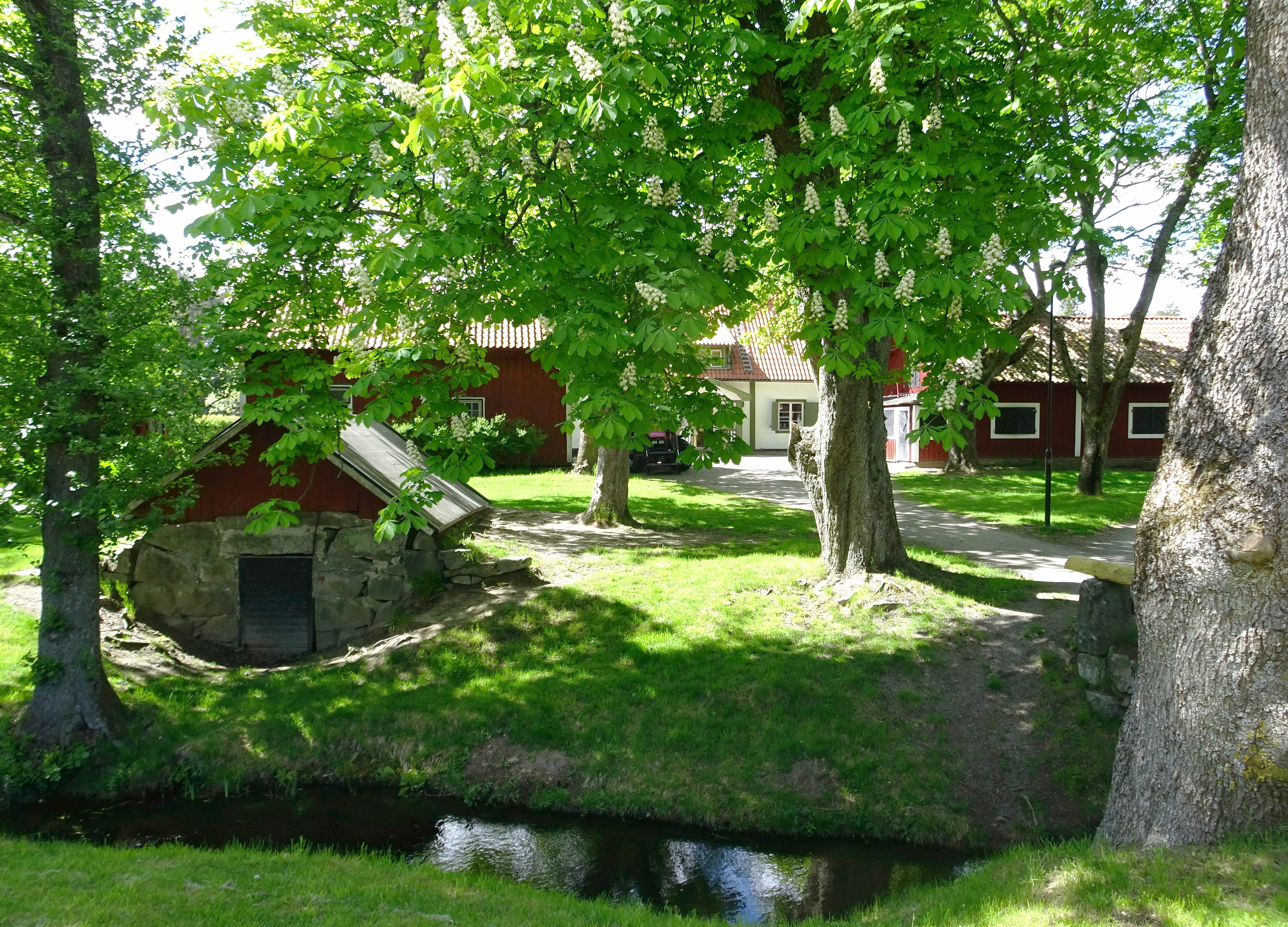
Gårdsmiljön.
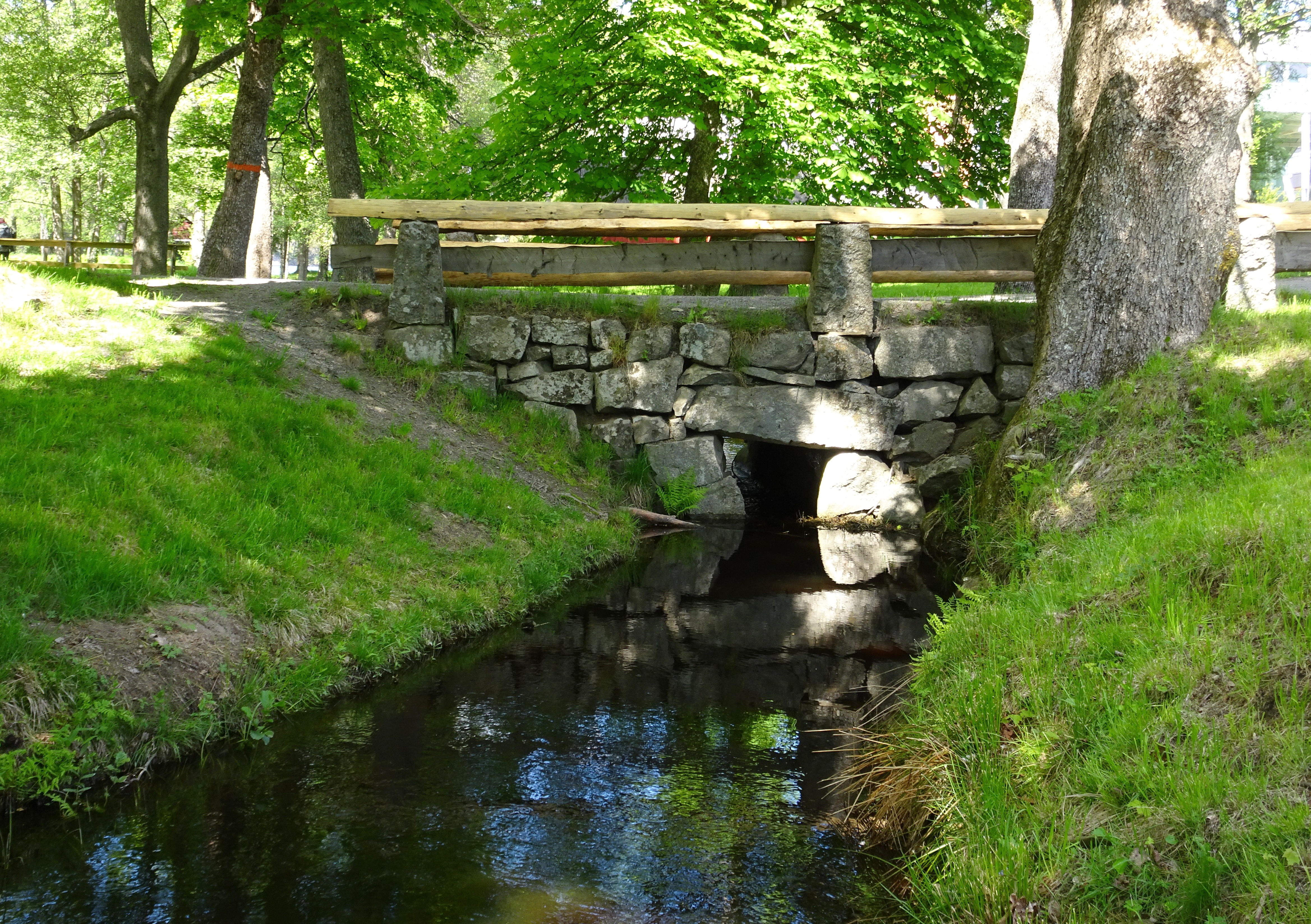
Stenvalvsbron.
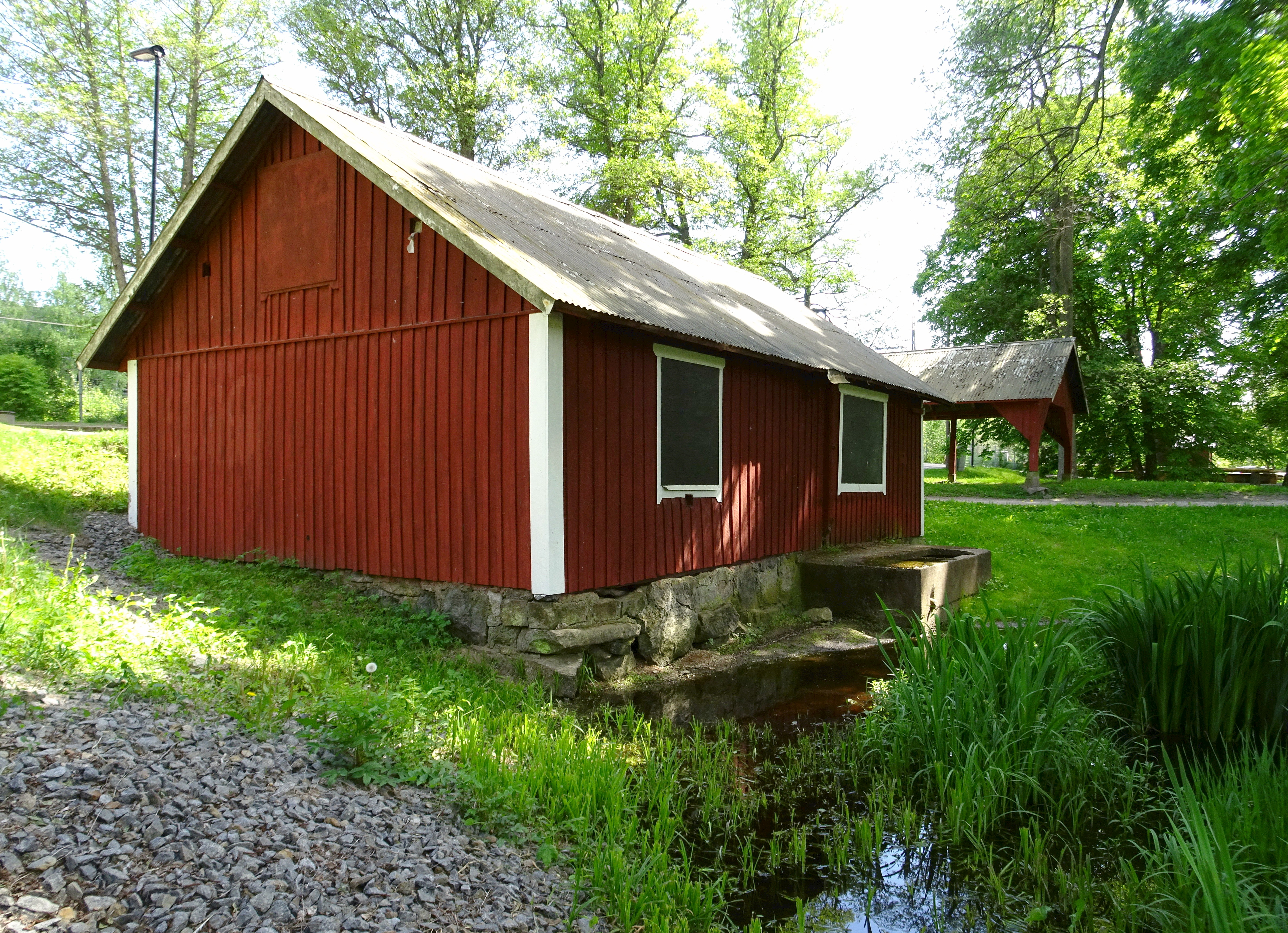
Tvättstugan.

Gårdens byggnader
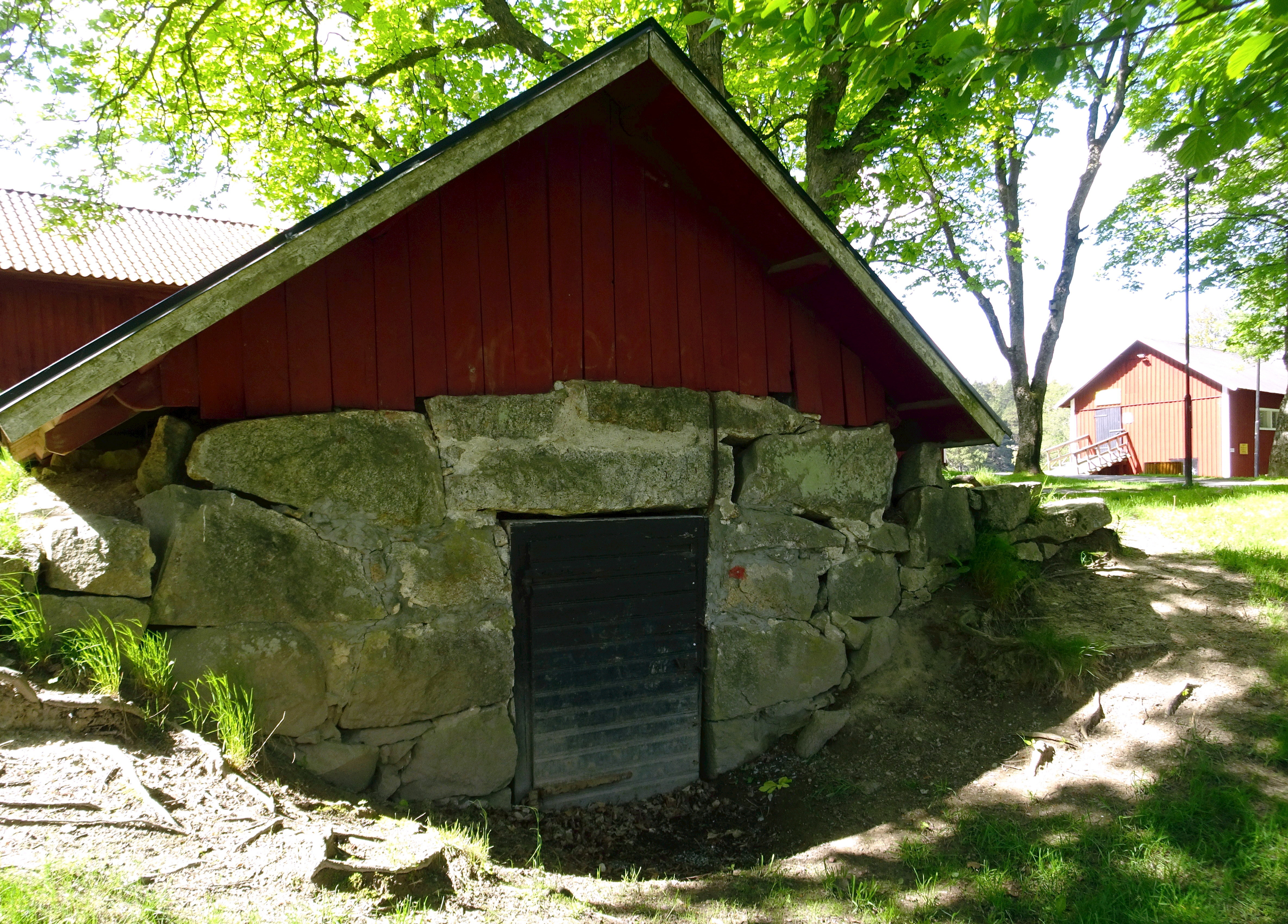
Jordkällaren.
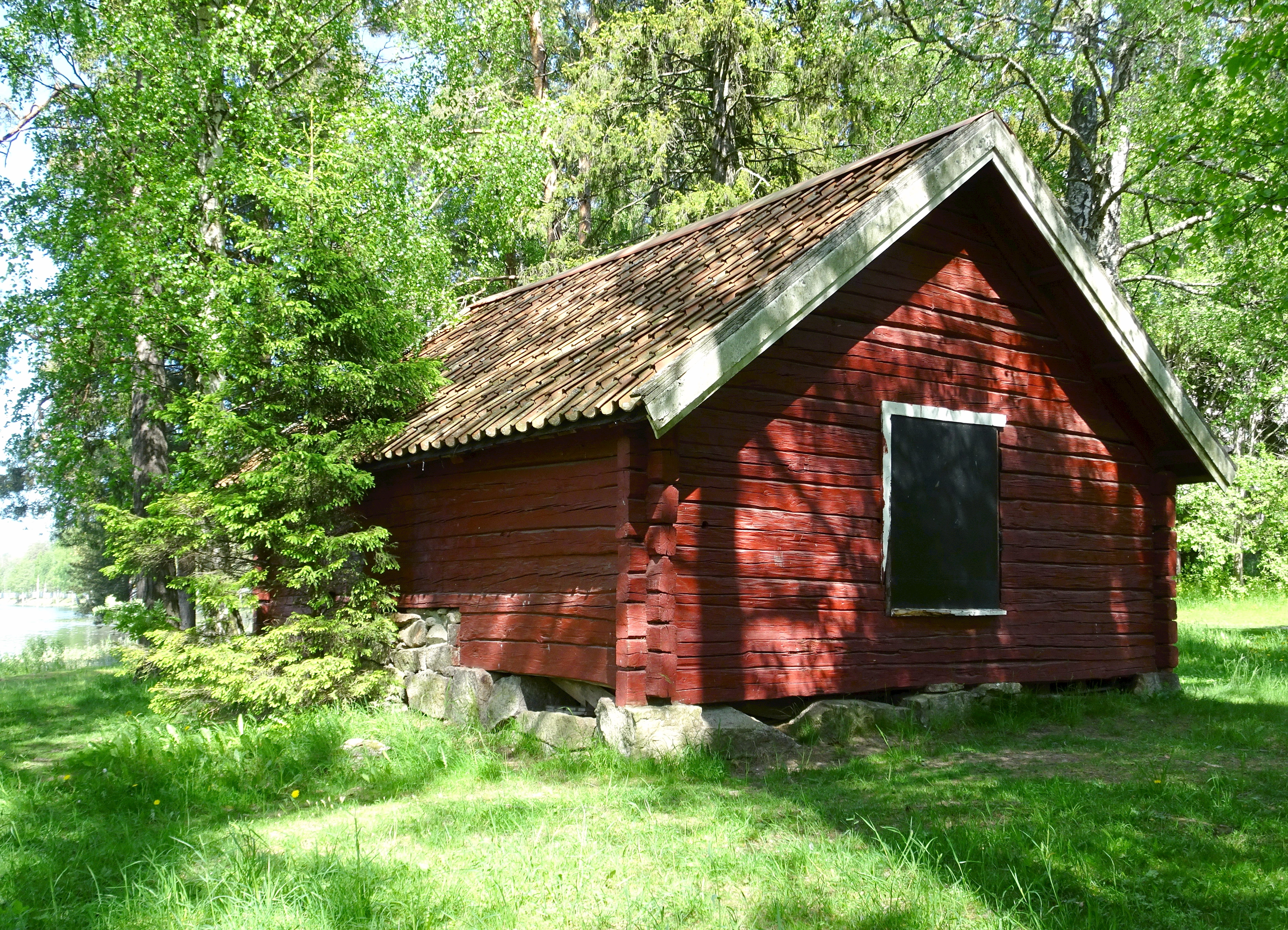
Smedjan.
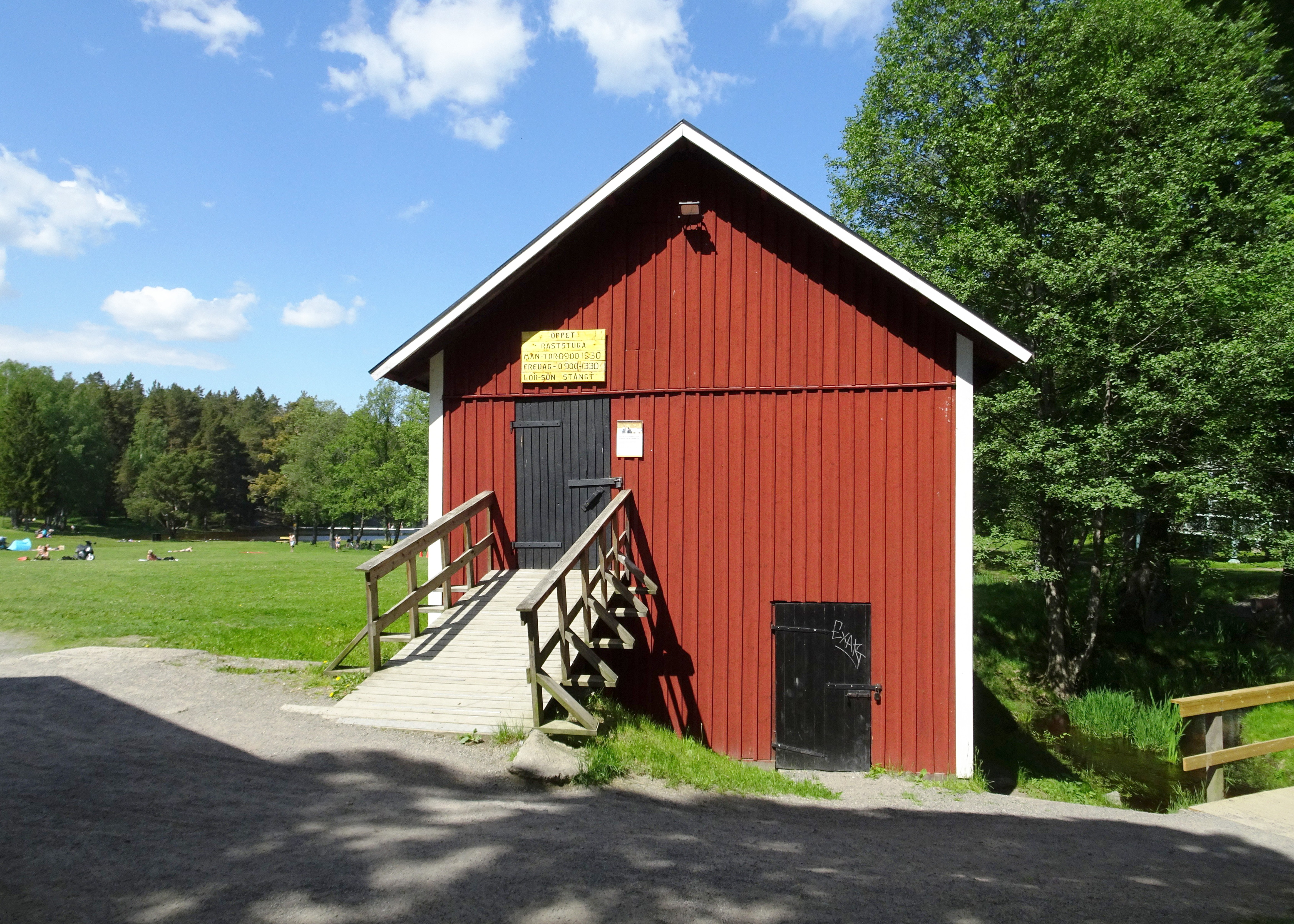
Torkladan.
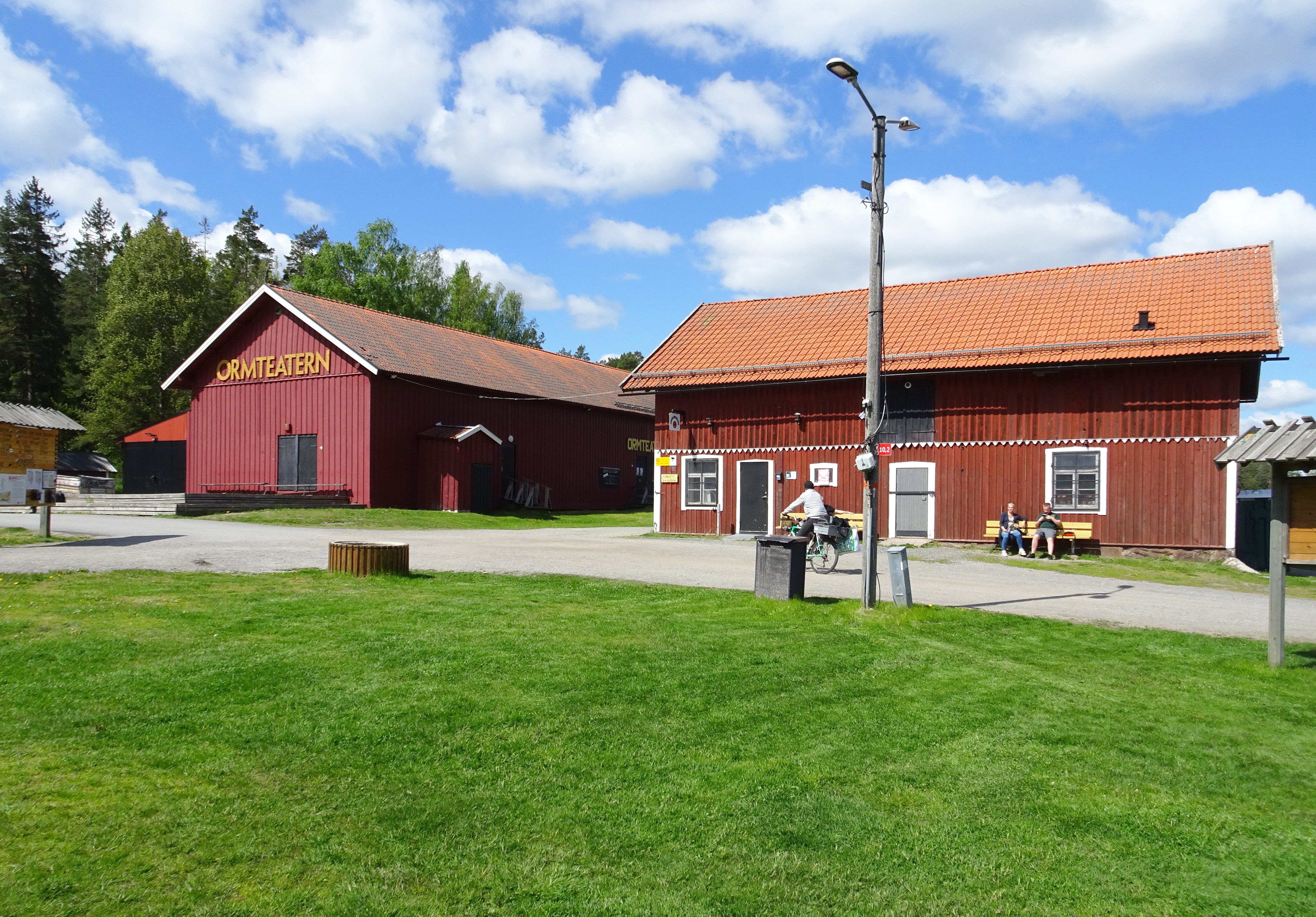
Teaterladan "Ormteatern".

Rudans friluftsområde
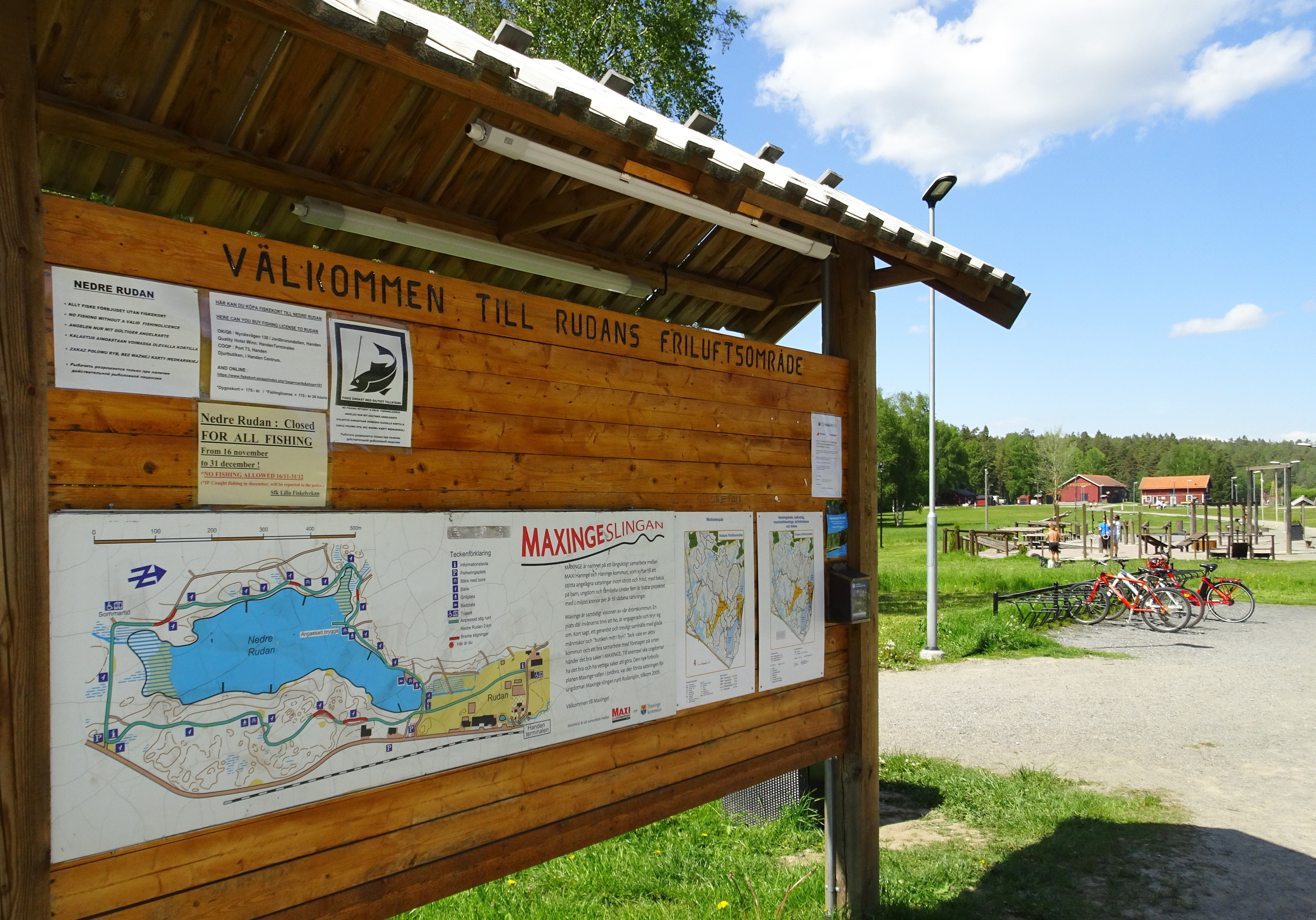
"Välkommen till Rudans friluftsområde".
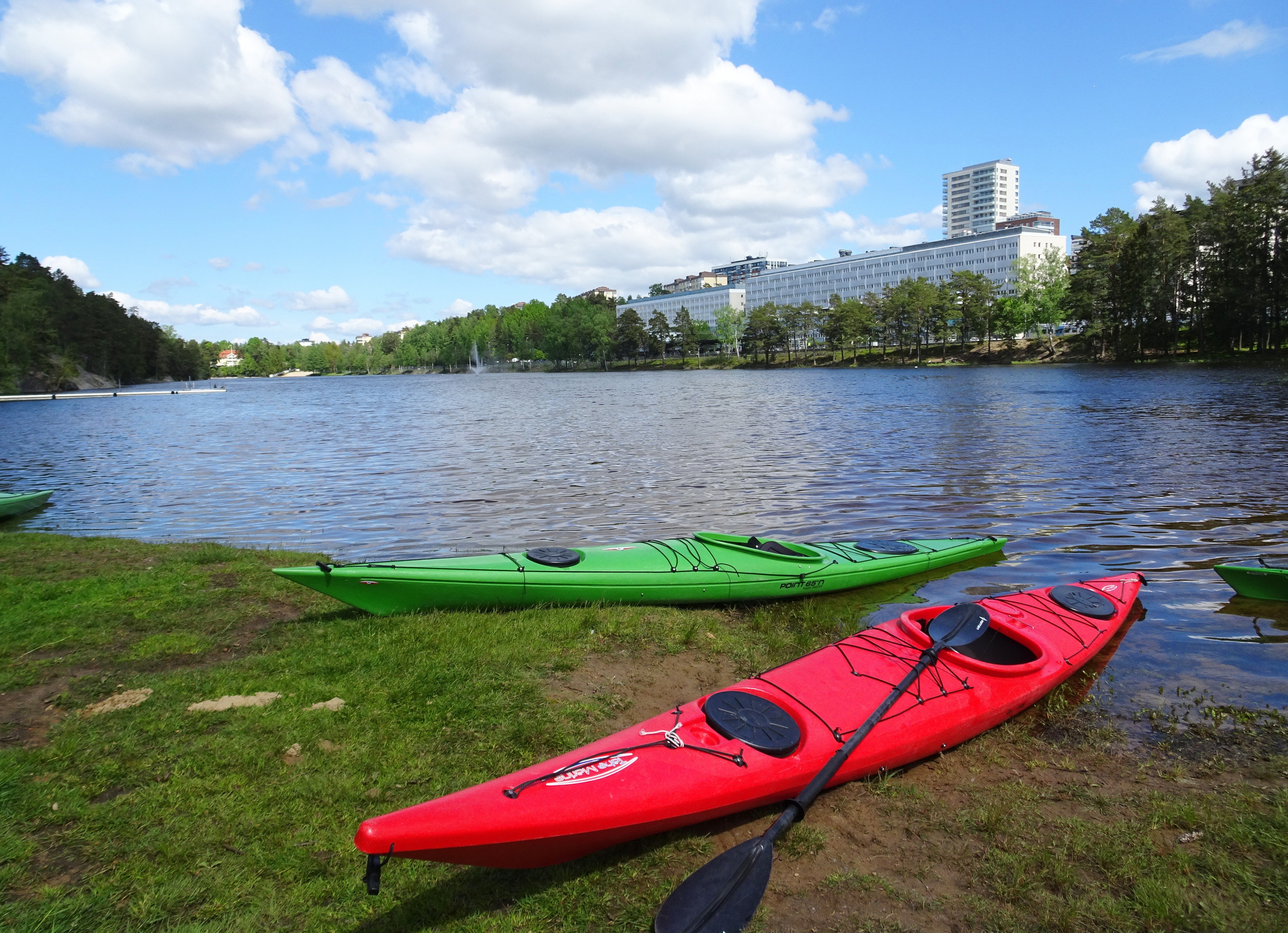
Badplatden vid Övre Rudasjön.
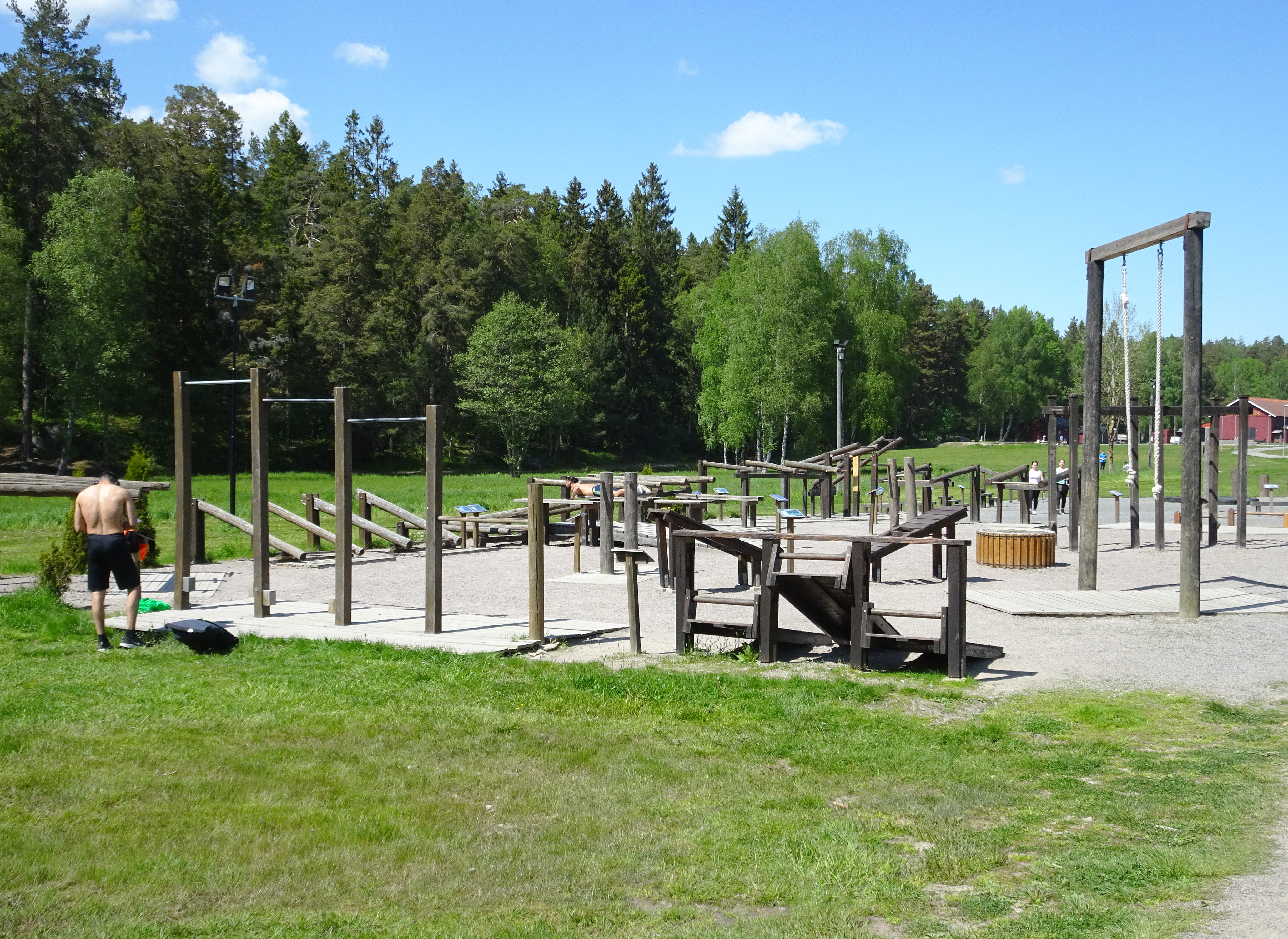
Rudans utegym.
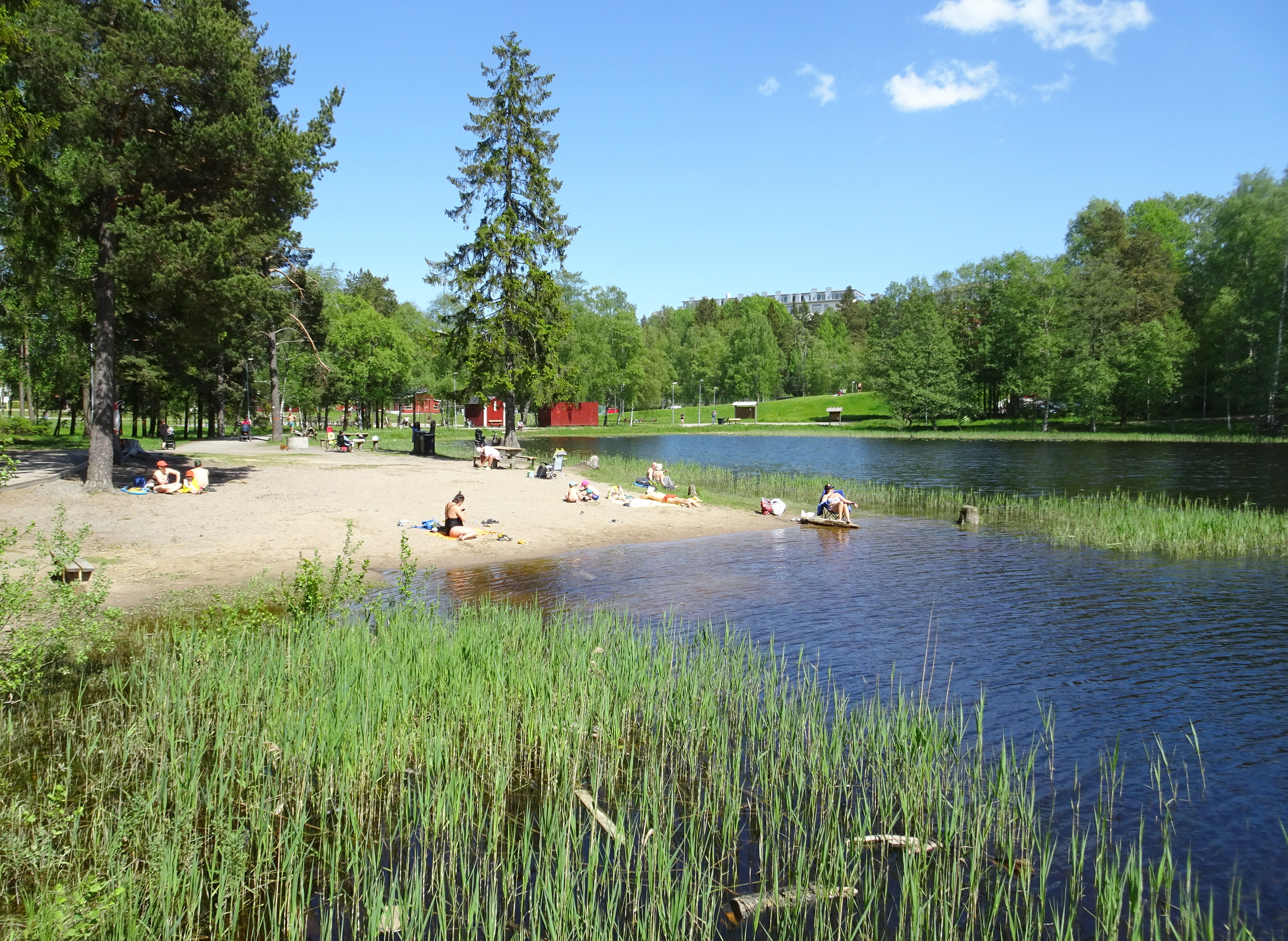
Badplatsen vid Nedre Rudasjön.

Rudans friluftsområde
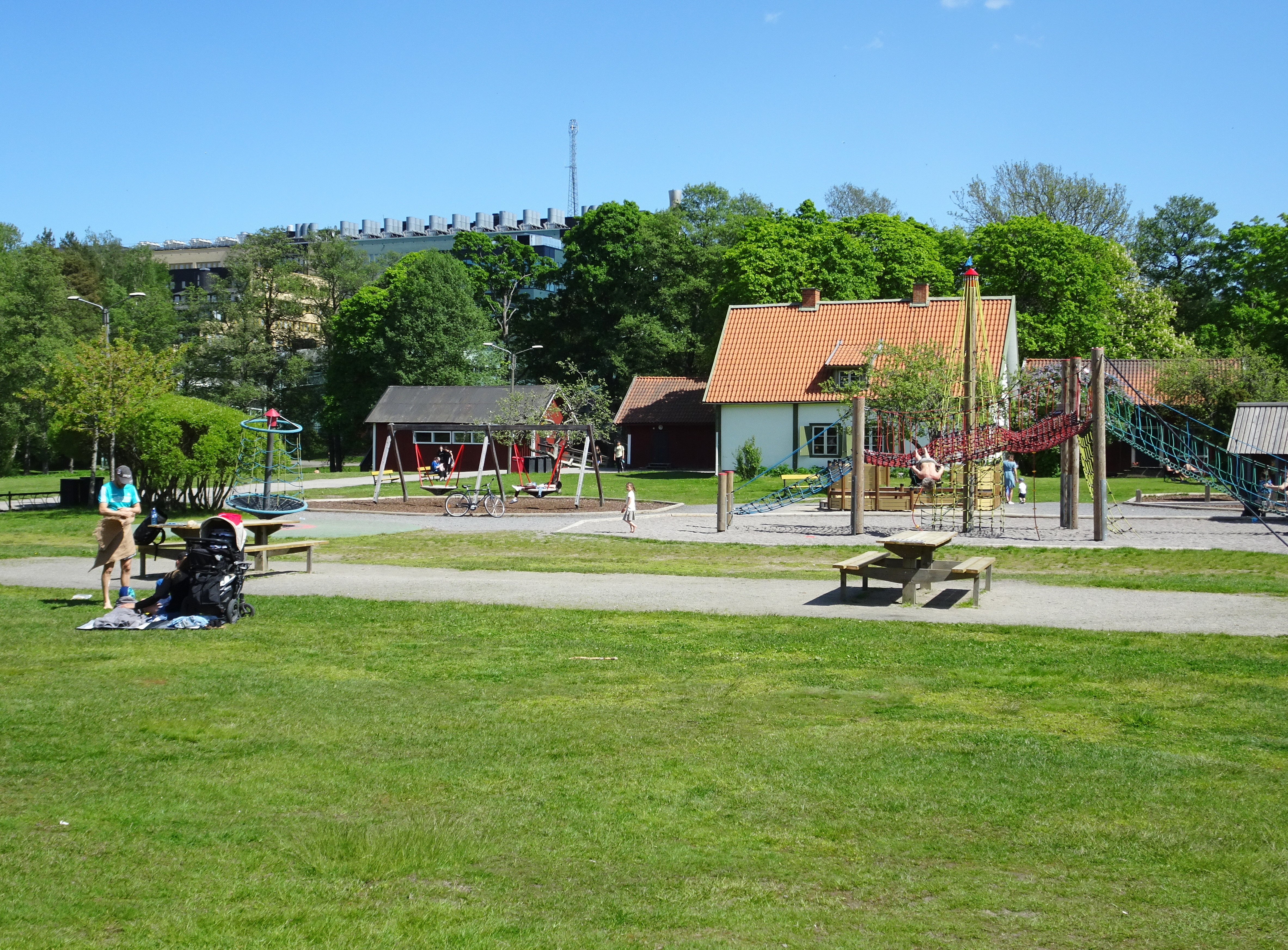
Rudans lekpark.
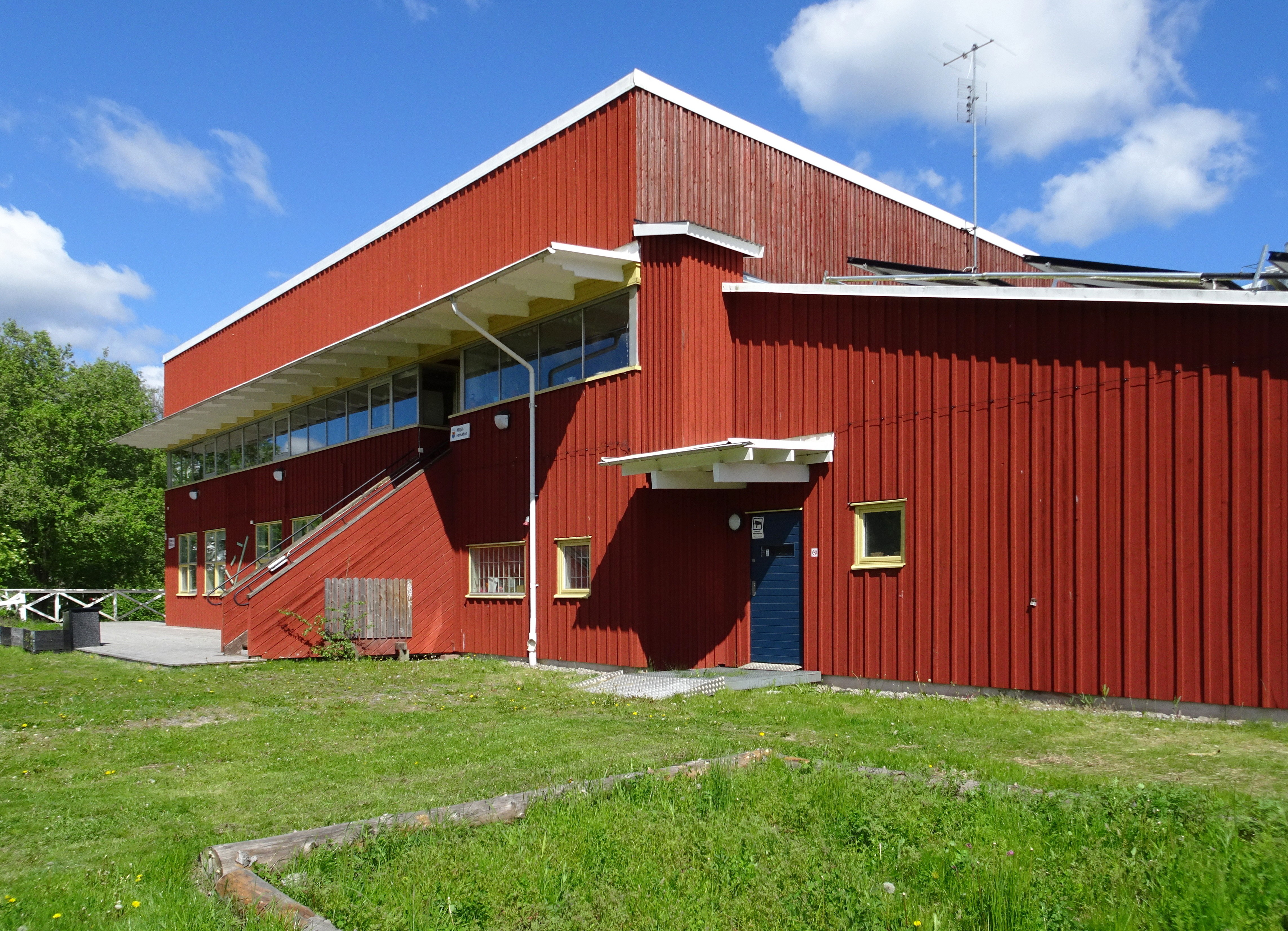
Miljöverkstaden.
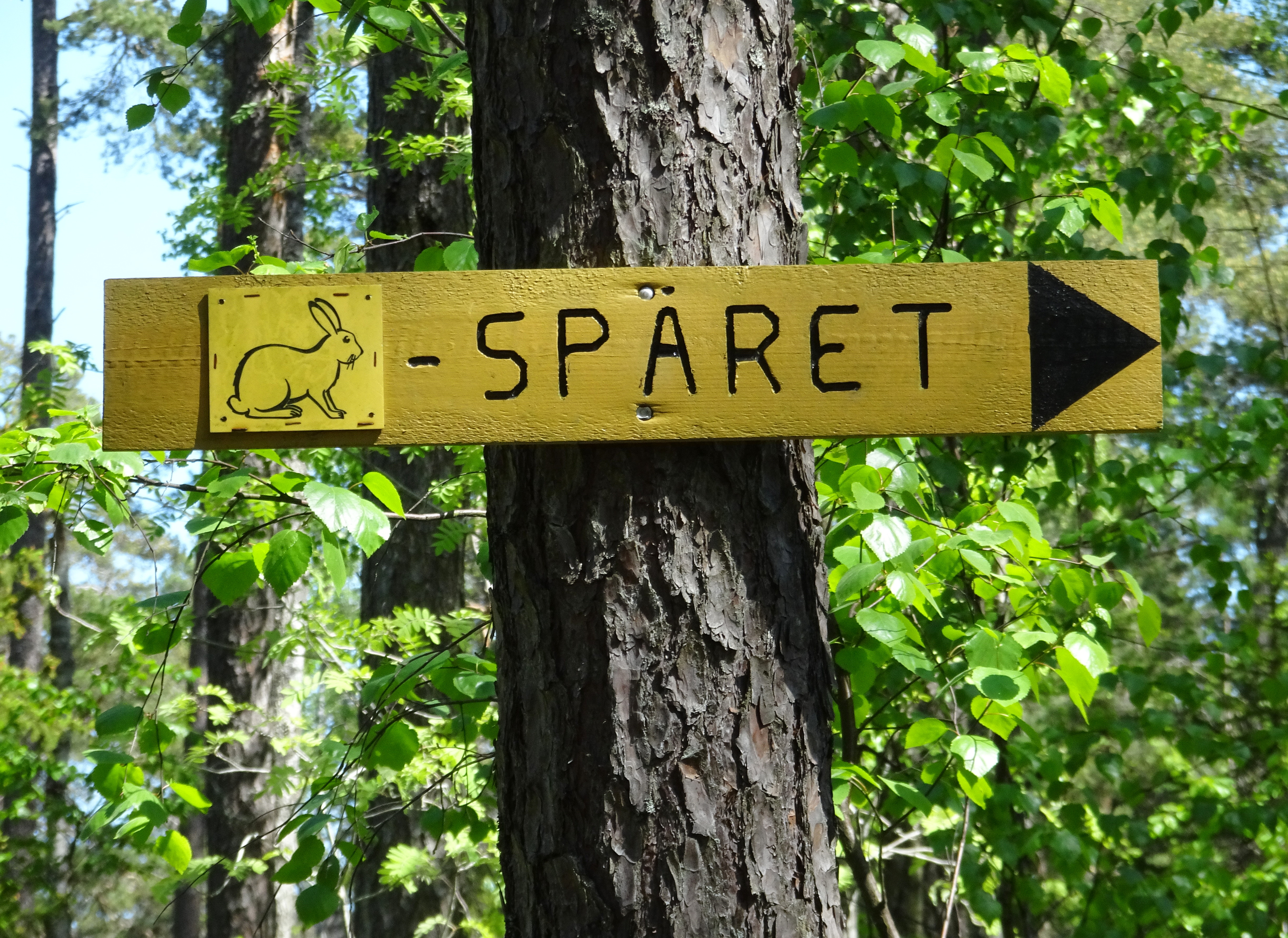
"Harspåret".
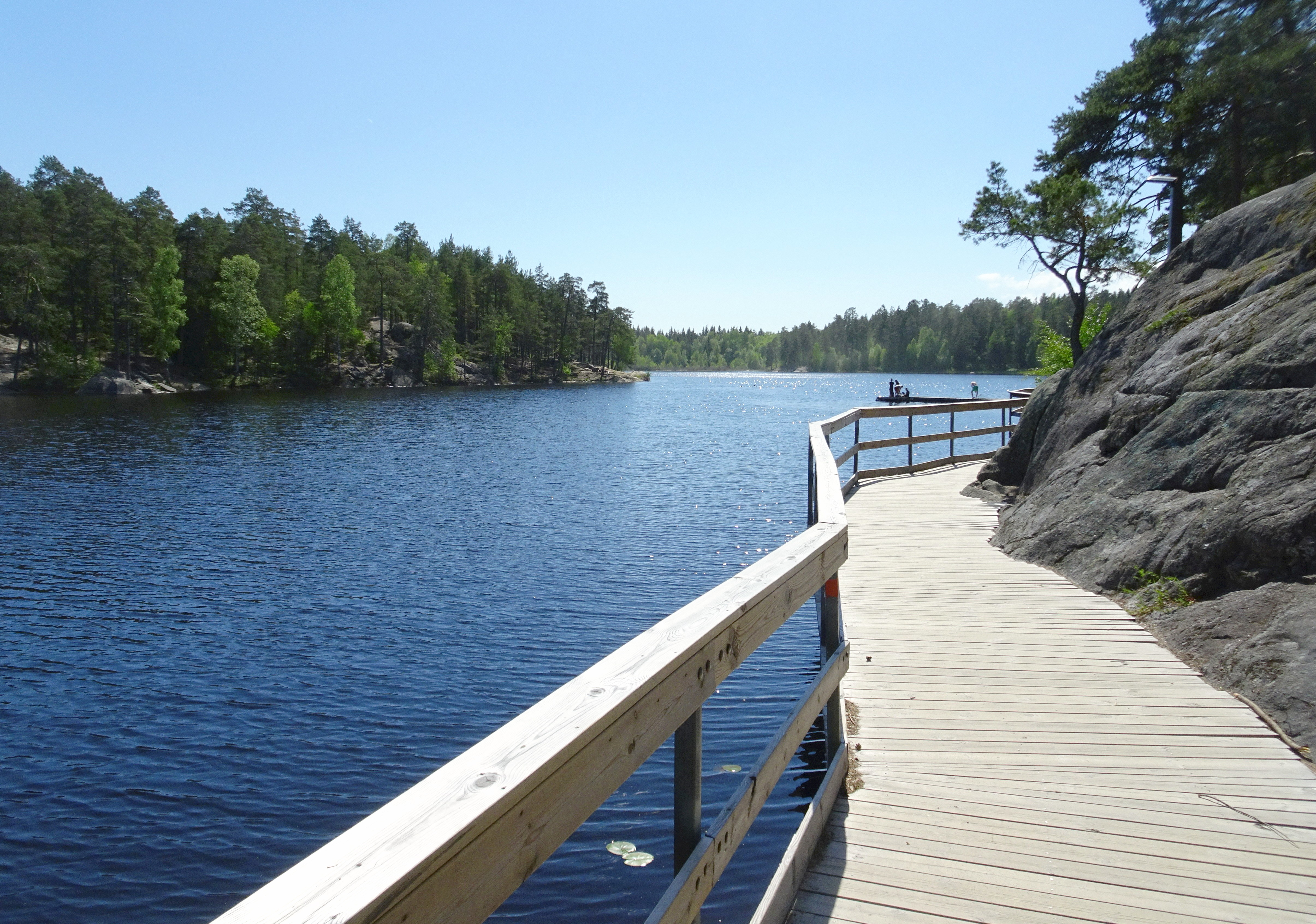
Nedre Rudasjön med "Maxingeslingan".